# Rja Taza
Rja Taza – wieś w Armenii, w prowincji Aragacotn. W 2011 roku liczyła 531 mieszkańców.